# سیارک ۹۵۱۵
سیارک ۹۵۱۵ (به انگلیسی: 9515 Dubner، نامگذاری:1975RA2) نه هزار و پانصد و پانزدهمین سیارک کشف شده‌است که در ۵ سپتامبر ۱۹۷۵ کشف شد.
قدر مطلق سیارک برابر ۱۸.۶ است.